# Jaime García Serrano
Jaime García Serrano (Málaga, Santander, 14 de agosto de 1956) es un calculista conocido como La Computadora Humana.

## Biografía
Jaime García nació el 14 de agosto de 1956 en Málaga, Santander. Este colombiano ha patentado un método, que busca fortalecer y revivir la memoria, mediante el proceso de la nemotecnia.
En 2012 apareció en el primer episodio del televisión Superhumanos Latinoamérica.

## Récords Guinness

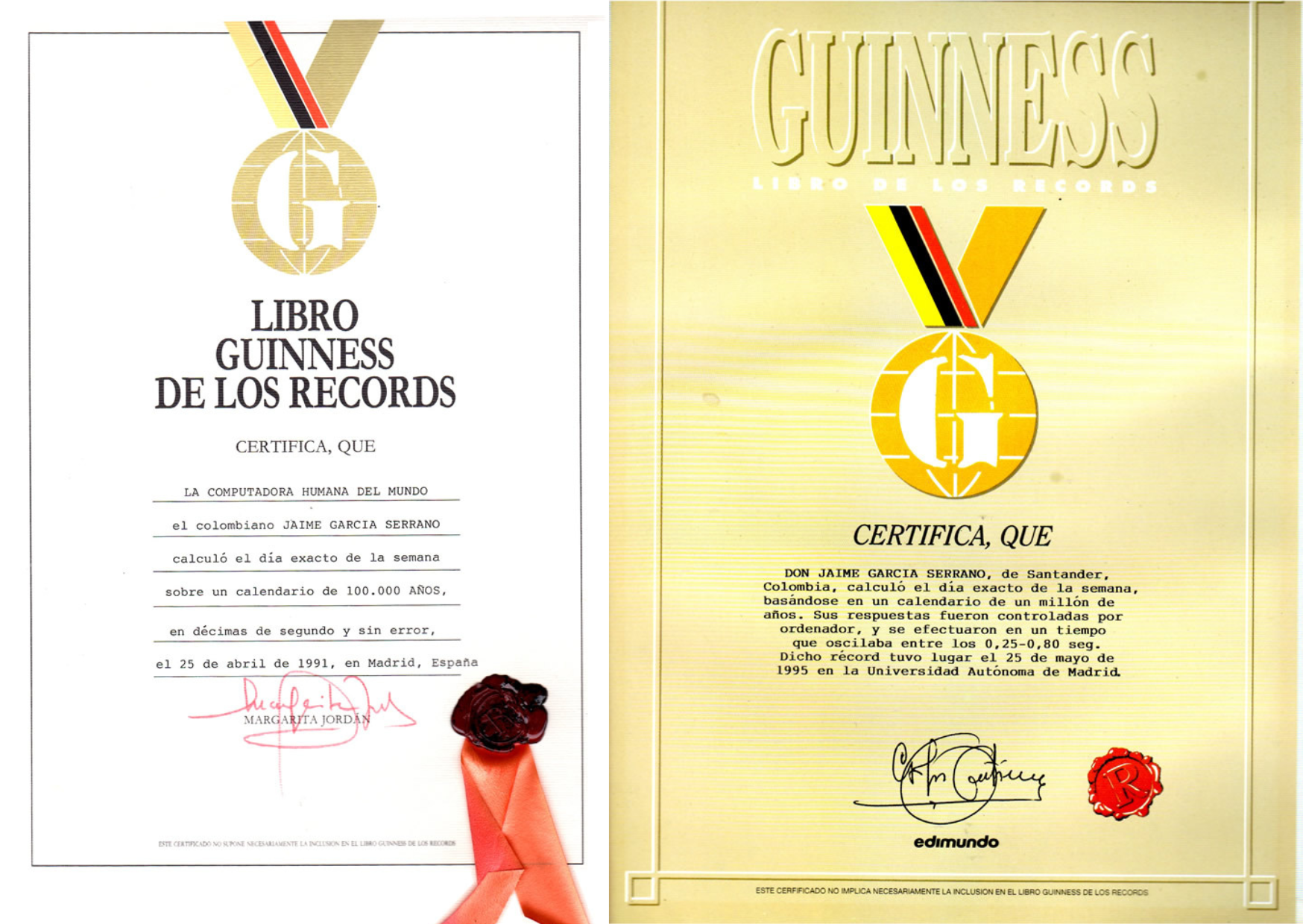

- 24 de mayo de 1989: Saca la raíz trece de un número de cien cifras en solo 0.15 segundos.
- 24 de mayo de 1989: Memoriza un número de 200 dígitos con una sola mirada.
- 25 de abril de 1991: Hace el cálculo de los calendarios de 100 mil años.
- 25 de mayo de 1995: Hace el cálculo del calendario gregoriano de un millón de años
- 14 de agosto de 1997: Hace el cálculo de las funciones trigonométricas.
- 24 de enero de 2008: Demuestra que puede memorizar los primeros 152,202 decimales del número pi.[2]

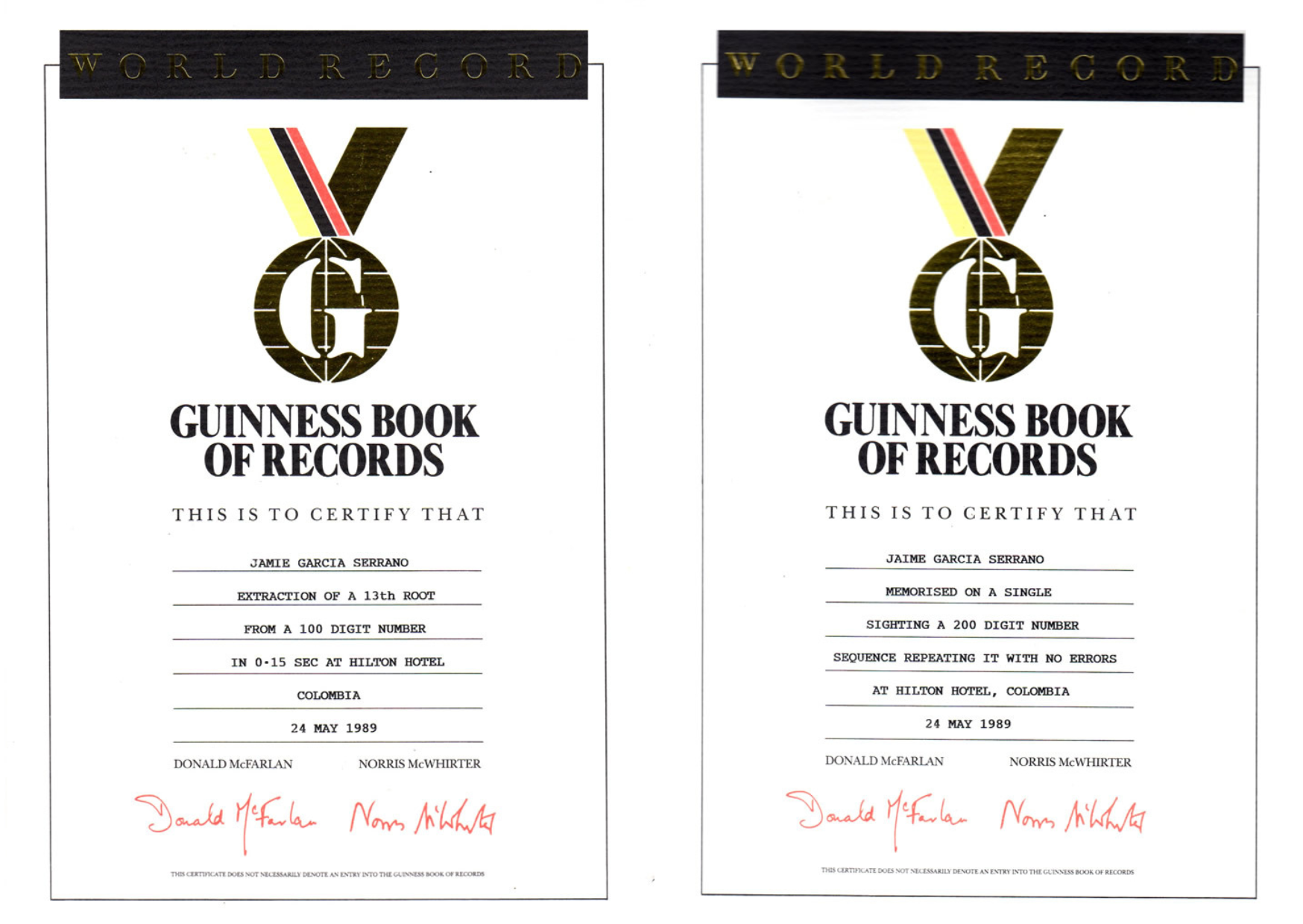

## Libros
Jaime García Serrano no solo es calculista, sino también escritor: posee una gran cantidad de libros donde enseña cálculos matemáticos.
- Carnaval Matemático
- Sea Usted Una Computadora Humana
- Manual del Ábaco
- Manual Para El Cubo de Rubik
- Potencie Su Mente
- Ábaco

## Dudas
La evidencia recopilada indica que Jaime García Serrano, nunca logró extraer la raíz 13 de números de 100 cifras, Por tal motivo, organizaciones de récords mundiales, incluyendo la de los récords Guinness, optaron por excluir a García Serrano de la lista de personas que han establecido récords de la raíz 13. Además, el sitio web oficial de Guinness World Records señala actualmente a Rajveer Meena como el poseedor del récord Guinness por memorizar los primeros 70,000 (menos de la mitad de lo que presume García Serrano) decimales del número pi; lo que demuestra que jamás se aceptó su supuesto récord con el número Pi. Además, la página de los Guinness Records no posee ningún record a su nombre.
Respuesta a las dudas:

En la página de los Guinness World Records hay un apartado de "Preguntas frecuentes o FAQs" que nos informa que tienen más de 40 mil records en su base de datos, pero que actualmente poco más de 15 mil de estos records se pueden consultar en línea. Como puede verse más arriba ya se están añadiendo imágenes de los certificados emitidos por la organización Guinness World Records.